# Ернест Бошњак
Ернест Бошњак (Сомбор, 1. јануар 1876 — Сомбор, 9. август 1963) био је оснивач југословенске кинематографије. 

## Биографија
Са Манакијем из Битоља био је први југословенски сниматељ, редитељ и продуцент, штампарски радник и новатор у штампарству, издавач и уредник многих листова и новина у Сомбору Буњевачког порекла. Штампарски занат изучио је у Сомбору, а као штампарски радник радио је у Будиму, Пешти, Сегедину и Сомбатхељу, где је стекао велико типографско искуство, постао новатор у штампарству, па за ово био и награђиван. У Сомбор се вратио 1906. године и овде основао своју штампарију и печаторезницу. У свом граду провео је цео животни век, радећи у струци до пензионисања.
Бошњак није био само типограф, него и комплетан графичар који је сам цртао и резао слова и клишее за листове и плакате на линолеуму, дрвету и другим материјалима. У Бошњаковој штампарији штампали су се многи сомборски листови и часописи, краћег или дужег века, како пре првог, тако и између два светска рата. Многим од ових листова Бошњак је био не само штампар, него и власник, а некима и уредник.
Бошњак је 1906. године донео у Сомбор кино-пројектор и отворио биоскоп, прво у згради позоришта, а после у једној великој шупи на Вашаришту. Ту је приказивао разне филмске журнале и краће комичне забавне филмове које је набављао од европских дистрибутера. Уочи I светског рата саградио је зграду за свој биоскоп „Арена“ (данашњи биоскоп „Звезда").
Присталица филма и ентузијаста који је визионарски предвиђао да ће филм, та „седма уметност“, једног дана постати свакодневна потреба људи, Бошњак је и сам почео да снима филмове. Године 1909. снимио је прву играну филмску сторију, дугу 120 метара, која представља игру девојака у сомборском парку. Снимао је и документарне филмове о народним обичајима и народним играма Срба, Мађара, Русина и Немаца у Бачкој.
Уочи првог светског рата предузео је код сомборске и новосадске општине акцију да оснује филмско предузеће, али га је рат у томе омео. После Првог светског рата бавио се штампарством, али и снимањем кратких сторија, журнала, документарних, па и играних филмова.
За заслуге на развоју југословенског филма добио је државну пензију. Умро је у Сомбору 1963. године.

## Репортаже:
- У царству Терпсихоре (1910)
- Откривање споменика Ференцу Ракоцију (1912)
- Моја драга колевка
- Др. Орлов (незавршен)
- Јавни час соколске омладине (1930)
- Процесија римокатоличке жупе (1932)

## Играни филмови:
- Лажи мене ради (1923)
- Фаун (1924)

- Скулптура Ернеста Бошњака у пешачкој зони у центру Сомбора